# Lista de jogos para Sega Game Gear

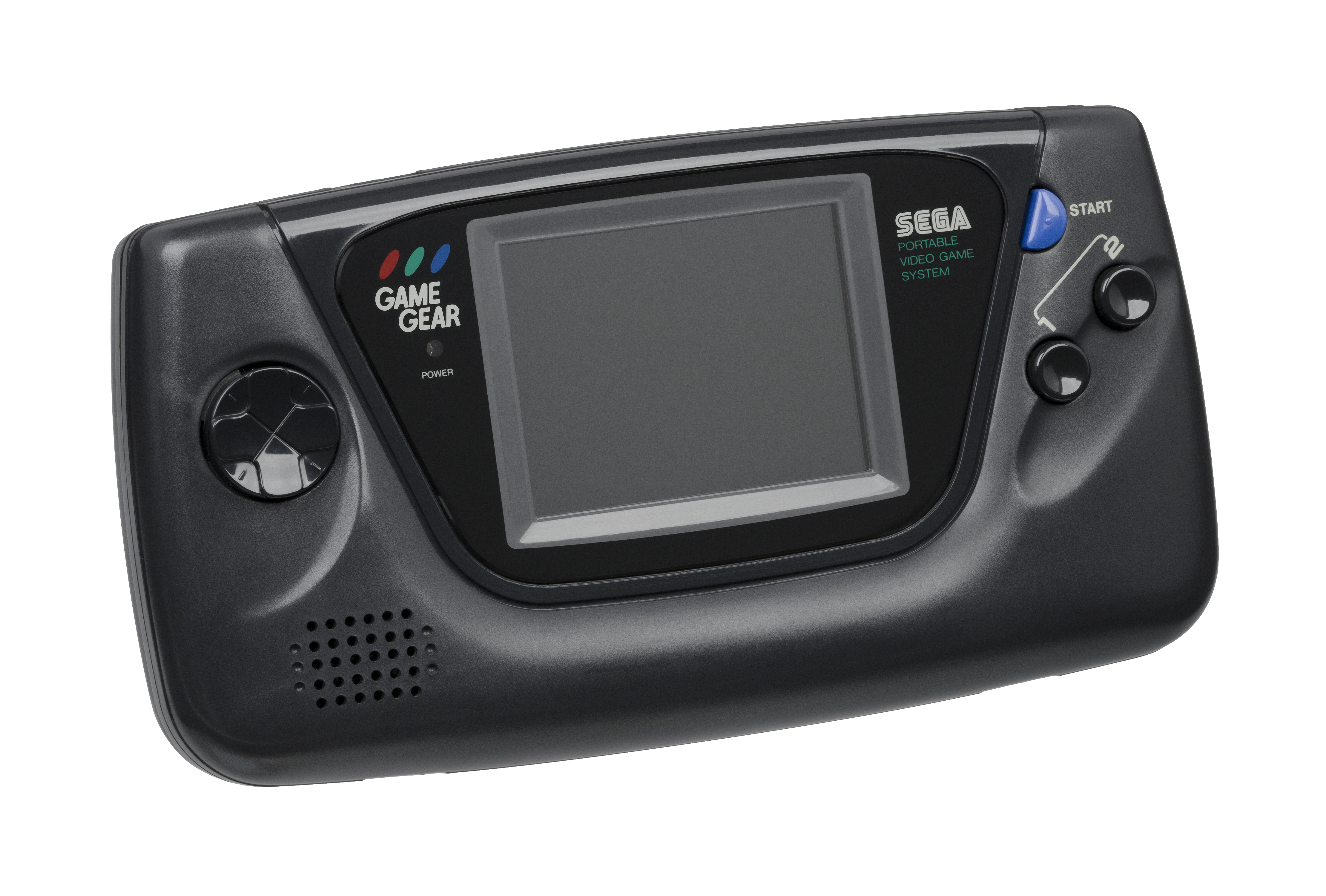

Esta é uma lista dos 363 jogos disponíveis para o portátil Sega Game Gear. O Game Gear foi primeiramente lançado no Japão em 6 de outubro de 1990. Um ano depois foi lançado na América do Norte e no Brasil e, em 1992, foi lançado na Europa.
Existia um adaptador para o Game Gear que permitia donos do portátil a jogar jogos feitos para Sega Master System.
| Título(s)                                                                                                  | Ano de Lançamento | Desenvolvedora                  | Publicadora                          | Regiões lançadas                                 | Gênero                                               |
| --- | ----------------- | ------------------------------- | ------------------------------------ | ------------------------------------------------ | ---------------------------------------------------- |
| 5 in One Fun Pak                                                                                           | 1994              | Beam Software                   | Interplay                            | Estados Unidos                                   | Tradicional / Tabuleiro                              |
| Aah! Harimanada                                                                                            | 1993              | Sega                            | Sega                                 | Japão                                            | Esporte / Luta / Sumo                                |
| Addams Family, The                                                                                         | 1993              | Arc Developments                | Flying Edge Acclaim Japan JP         | Estados Unidos · União Europeia · Japão          | Ação / Plataforma                                    |
| Adventures of Batman & Robin, The                                                                          | 1995              | Novotrade                       | Sega                                 | Estados Unidos · União Europeia                  | Ação / Tiro / Run and Gun                            |
| Aerial Assault                                                                                             | 1992              | Sega                            | Sega                                 | Estados Unidos · União Europeia · Japão · Brasil | Ação / Tiro / Shoot 'Em Up / Side-Scrolling          |
| Alien³ | 1992              | Probe Entertainment Ltd.        | Arena Acclaim Japan JP               | Estados Unidos · União Europeia · Japão          | Ação / Plataforma / Tiro                             |
| Alien Syndrome                                                                                             | 1992              | Sims                            | Sega Sims JP                         | União Europeia · Japão                           | Ação / Tiro / Shoot 'Em Up / Multi-direcional        |
| Andre Agassi Tênis                                                                                         | 1993              | Spidersoft                      | Sega                                 | Estados Unidos                                   | Esporte / Tênis                                      |
| Arcade Classics                                                                                            | 1996              | Al Baker and Associates         | Sega                                 | Estados Unidos                                   | Compilação Multi-gênero                              |
| Arch Rivals                                                                                                | 1992              | Arc Developments                | Flying Edge                          | Estados Unidos                                   | Esporte / Basketball                                 |
| Arena: Maze of Death Arena EU                                                                              | 1995              | Eden Entertainment Software     | Sega                                 | Estados Unidos · União Europeia                  | Ação-aventura                                        |
| Ariel the Little Mermaid                                                                                   | 1991              | Blue Sky Software               | Sega                                 | Estados Unidos · União Europeia · Brasil         | Ação / Plataforma                                    |
| Asterix and the Great Rescue                                                                               | 1993              | Core Design Ltd.                | Sega                                 | Estados Unidos · União Europeia                  | Ação / Plataforma                                    |
| Asterix and the Secret Mission                                                                             | 1993              | Sega                            | Sega                                 | União Europeia                                   | Ação / Plataforma                                    |
| Ax Battler: A Legend of Golden Axe Ax Battler: Golden Axe Densetsu JP                                      | 1991              | Aspect                          | Sega                                 | Estados Unidos · União Europeia · Japão · Brasil | Role-Playing / Ação                                  |
| Baku Baku Animal Baku Baku EU Baku Baku Animal: Sekai Shiiku Gakari Senshuken JP                           | 1996              | Minato Giken                    | Sega                                 | Estados Unidos · União Europeia · Japão          | Ação / Puzzle                                        |
| Batman Forever                                                                                             | 1995              | Probe Entertainment Ltd.        | Acclaim                              | Estados Unidos · União Europeia · Japão          | Ação / Beat 'Em Up                                   |
| Batman Returns                                                                                             | 1992              | Sega                            | Sega                                 | Estados Unidos · União Europeia · Japão · Brasil | Ação / Beat 'Em Up                                   |
| Batter Up Gear Stadium JP Gear Stadium Heiseiban JP                                                        | 1991              | Namco                           | Namco                                | Estados Unidos · Japão                           | Esporte / Baseball                                   |
| Battleship: The Classic Naval Combate Game                                                                 | 1993              | Mindscape                       | Mindscape                            | Estados Unidos                                   | Tradicional / Jogo de tabuleiro                      |
| Battletoads                                                                                                | 1993              | Rare Ltd.                       | Sega                                 | Estados Unidos · União Europeia · Japão          | Ação / Beat 'Em Up                                   |
| Beavis and Butt-head                                                                                       | 1994              | NuFX                            | Viacom New Media                     | Estados Unidos · União Europeia                  | Ação-aventura                                        |
| Berenstain Bears, The: Camping Adventure                                                                   | 1994              | Sega                            | Sega                                 | Estados Unidos                                   | Ação-aventura                                        |
| Berlin no Kabe                                                                                             | 1991              | Kaneko / Inter State            | Kaneko                               | Japão                                            | Ação / Plataforma / Fixed-Screen                     |
| Bishoujo Senshi Sailor Moon S                                                                              | 1995              | Bandai                          | Bandai                               | Japão                                            | Ação / Plataforma                                    |
| Bram Stoker's Dracula                                                                                      | 1992              | Probe Entertainment Ltd.        | Sony Imagesoft                       | Estados Unidos · União Europeia                  | Ação / Plataforma                                    |
| Bubble Bobble                                                                                              | 1994              | Taito Corporation               | Taito Corporation                    | Estados Unidos                                   | Ação / Plataforma / Fixed-Screen                     |
| Bugs Bunny in Double Trouble                                                                               | 1996              | Atod AB                         | Sega                                 | Estados Unidos · União Europeia                  | Ação / Plataforma                                    |
| Bust-A-Move Puzzle Bobble JP                                                                               | 1995              | Taito Corporation               | Taito Corporation                    | Estados Unidos · Japão                           | Ação / Puzzle                                        |
| Buster Ball                                                                                                | 1992              | Riverhill Software              | Riverhill Software                   | Japão                                            | Esporte / Futuristic                                 |
| Buster Fight                                                                                               | 1994              | Sims                            | Sega                                 | Japão                                            | Ação / Beat 'Em Up                                   |
| Caesar's Palace                                                                                            | 1993              | Virgin Interactive              | Virgin Interactive                   | Estados Unidos                                   | Tradicional / Aposta                                 |
| Captain America and the Avengers                                                                           | 1993              | Realtime Associates             | Mindscape                            | Estados Unidos                                   | Ação / Beat 'Em Up                                   |
| Casino Fun Pack                                                                                            | 1995              | Beam Software                   | Interplay                            | Estados Unidos                                   | Tradicional / Aposta                                 |
| Castle of Illusion Starring Mickey Mouse Mickey Mouse no Castle Illusion JP                                | 1991              | Sega                            | Sega                                 | Estados Unidos · União Europeia · Japão · Brasil | Ação / Plataforma                                    |
| Chakan: The Forever Man                                                                                    | 1992              | Sega                            | Sega                                 | Estados Unidos · União Europeia                  | Ação / Plataforma                                    |
| Championship Hockey                                                                                        | 1994              | Imagitec Design                 | U.S. Gold                            | União Europeia                                   | Esporte / Hockey                                     |
| Chase H.Q. Taito Chase H.Q. JP                                                                             | 1991              | Taito Corporation               | Taito Corporation Sega JP            | Estados Unidos · Japão                           | Simulação de veículo / Combate                       |
| Cheese Cat-Astrophe with Speedy Gonzales                                                                   | 1995              | Cryo Interactive Entertainment  | Sega                                 | Estados Unidos · União Europeia · Brasil         | Ação / Plataforma                                    |
| Chessmaster, The Sega Chess BR                                                                             | 1991              | Software Toolworks / Nova Logic | Sega                                 | Estados Unidos · União Europeia · Brasil         | Tradicional / Jogo de tabuleiro / Chess              |
| Chicago Syndicate                                                                                          | 1995              | Sega                            | Sega                                 | Estados Unidos                                   | Ação / Plataforma                                    |
| Choplifter III                                                                                             | 1993              | Beam Software                   | Extreme Entertainment Group          | Estados Unidos                                   | Ação / Tiro / Shoot 'Em Up / Side-Scrolling          |
| Chuck Rock                                                                                                 | 1992              | Core Design Ltd.                | Sega                                 | Estados Unidos · União Europeia · Japão · Brasil | Ação / Plataforma                                    |
| Chuck Rock II: Son of Chuck                                                                                | 1994              | Core Design Ltd.                | Virgin Games Virgin Interactive EU   | Estados Unidos · União Europeia · Brasil         | Ação / Plataforma                                    |
| CJ Elephant Fugitive                                                                                       | 1991              | Big Red Software                | Codemasters                          | Estados Unidos · União Europeia                  | Ação / Plataforma                                    |
| Cliffhanger                                                                                                | 1993              | Spidersoft                      | Sony Imagesoft                       | Estados Unidos                                   | Ação / Beat 'Em Up                                   |
| Clutch Hitter                                                                                              | 1991              | Sega                            | Sega                                 | Estados Unidos                                   | Esporte / Baseball                                   |
| Coca-Cola Kid                                                                                              | 1994              | Aspect                          | Sega                                 | Japão                                            | Ação / Plataforma                                    |
| Columns Shapes and Columns BR                                                                              | 1990              | Sega                            | Sega                                 | Estados Unidos · União Europeia · Japão · Brasil | Ação / Puzzle                                        |
| Cool Spot                                                                                                  | 1993              | Virgin Interactive              | Virgin Interactive                   | Estados Unidos · União Europeia                  | Ação / Plataforma                                    |
| Cosmic Spacehead                                                                                           | 1993              | Supersonic Software             | Codemasters                          | Estados Unidos · União Europeia                  | Ação / Plataforma                                    |
| Crayon Shin-chan: Taiketsu! Kantam Panic!!                                                                 | 1995              | Minato Giken                    | Bandai                               | Japão                                            | Party Games                                          |
| Crystal Warriors Arliel - Crystal Densetsu JP                                                              | 1991              | Sega                            | Sega                                 | Estados Unidos · União Europeia · Japão          | Role-Playing / Tactical                              |
| Cutthroat Island                                                                                           | 1995              | Software Creations              | Acclaim                              | Estados Unidos                                   | Ação / Plataforma                                    |
| Daffy Duck in Hollywood                                                                                    | 1994              | Probe Entertainment Ltd.        | Sega                                 | União Europeia                                   | Ação / Plataforma                                    |
| Deep Duck Trouble Starring Donald Duck Donald Duck no 4-tsu no Hihou JP                                    | 1993              | Aspect                          | Sega                                 | Estados Unidos · União Europeia · Japão · Brasil | Ação / Plataforma                                    |
| Defenders of Oasis Sadam Crusader: Harukanaru Oukoku JP                                                    | 1992              | Sega                            | Sega                                 | Estados Unidos · União Europeia · Japão          | Role-Playing                                         |
| Desert Speedtrap starring Road Runner & Wile E. Coyote                                                     | 1994              | Probe Entertainment Ltd.        | Sega                                 | Estados Unidos · União Europeia · Brasil         | Ação / Plataforma                                    |
| Desert Strike: Return to the Gulf Desert Strike EU                                                         | 1992              | Electronic Arts                 | Domark                               | Estados Unidos · União Europeia                  | Ação / Tiro / Shoot 'Em Up / Multi-direcional        |
| Devilish                                                                                                   | 1991              | OperaHouse                      | Sage's Creation EUA Sega EU Genki JP | Estados Unidos · União Europeia · Japão · Brasil | Ação                                                 |
| Disney's Aladdin                                                                                           | 1994              | Sims                            | Sega                                 | Estados Unidos · União Europeia · Japão          | Ação / Plataforma                                    |
| Disney's Bonkers: Wax Up!                                                                                  | 1995              | Al Baker and Associates         | Sega                                 | Estados Unidos · União Europeia                  | Ação / Plataforma                                    |
| Disney's The Jungle Book                                                                                   | 1993              | Syrox Developments              | Virgin Interactive                   | Estados Unidos · União Europeia                  | Ação / Plataforma                                    |
| Doraemon: Nora no Suke no Yabou                                                                            | 1993              |                                 | Sega                                 | Japão                                            | Ação / Plataforma                                    |
| Doraemon: Wakuwaku Pocket Paradise                                                                         | 1996              |                                 | Sega                                 | Japão                                            | Tradicional / Jogo de tabuleiro                      |
| Double Dragon Double Dragon: The Revenge of Billy Lee EU                                                   | 1993              | Virgin Interactive              | Virgin Interactive                   | Estados Unidos · União Europeia                  | Ação / Beat 'Em Up                                   |
| Dr. Robotnik's Mean Bean Machine                                                                           | 1993              | Compile                         | Sega                                 | Estados Unidos · União Europeia                  | Ação / Puzzle                                        |
| Dragon: The Bruce Lee Story                                                                                | 1994              | Virgin Interactive              | Acclaim EUA Virgin Interactive EU    | Estados Unidos · União Europeia                  | Ação / Fighting                                      |
| Dragon Crystal Dragon Crystal: Tsurani no Meikyuu JP                                                       | 1990              | Sega                            | Sega                                 | Estados Unidos · União Europeia · Japão          | Role-Playing / Roguelike                             |
| Dropzone                                                                                                   | 1994              | Codemasters                     | Codemasters                          | União Europeia                                   | Ação / Tiro / Shoot 'Em Up / Side-Scrolling          |
| Dunk Kids                                                                                                  | 1994              | Sega                            | Sega                                 | Japão                                            | Esporte / Basketball                                 |
| Dynamite Headdy                                                                                            | 1994              | Treasure                        | Sega                                 | Estados Unidos · União Europeia · Japão          | Ação / Plataforma                                    |
| Earthworm Jim                                                                                              | 1995              | Eurocom Entertainment Software  | Playmates US Virgin Interactive EU   | Estados Unidos · União Europeia                  | Ação / Plataforma / Tiro                             |
| Ecco the Dolphin                                                                                           | 1994              | Sega                            | Sega                                 | Estados Unidos · União Europeia · Japão · Brasil | Ação-aventura                                        |
| Ecco: The Tides of Time Ecco the Dolphin 2 JP                                                              | 1994              | Sega                            | Sega                                 | Estados Unidos · União Europeia · Japão · Brasil | Ação-aventura                                        |
| Ernie Els Golf                                                                                             | 1994              | Codemasters                     | Codemasters                          | União Europeia                                   | Esporte / Golfe                                      |
| Eternal Legend: Eien no Densetsu                                                                           | 1991              | Sega                            | Sega                                 | Japão                                            | Role-Playing                                         |
| Evander "Real Deal" Holyfield's Boxe                                                                       | 1992              | Sega                            | Sega                                 | Estados Unidos · União Europeia                  | Esporte / Boxe                                       |
| Excellent Dizzy Collection, The                                                                            | 1995              | Codemasters                     | Codemasters                          | União Europeia                                   | Compilação Multi-gênero                              |
| F-15 Strike Eagle                                                                                          | 1993              | NMS Software                    | MicroProse                           | Estados Unidos · União Europeia                  | Vehicle Simluation / Combate Flight                  |
| F1 Formula One EUA                                                                                         | 1993              | Domark                          | Domark                               | Estados Unidos · União Europeia                  | Simulação de veículo / Corrida / Formula 1           |
| F1 World Championship Edition                                                                              | 1995              | Domark                          | Domark                               | União Europeia                                   | Simulação de veículo / Corrida / Formula 1           |
| Faceball 2000                                                                                              | 1993              | Xanth Software                  | Riverhill Software                   | Japão                                            | Ação / Labirinto                                     |
| Factory Panic Ganbare Gorby! JP Crazy Company BR                                                           | 1991              | Sega                            | Sega                                 | União Europeia · Japão · Brasil                  | Ação / Puzzle                                        |
| Fantastic Dizzy                                                                                            | 1993              | Codemasters                     | Codemasters                          | Estados Unidos · União Europeia                  | Ação / Plataforma                                    |
| Fantasy Zone Fantasy Zone Gear: OpaOpa Jr. no Bouken JP                                                    | 1991              | Sega                            | Sims Sega EU                         | Estados Unidos · União Europeia · Japão · Brasil | Ação / Tiro / Shoot 'Em Up / Side-Scrolling          |
| Fatal Fury Special Garou Densetsu Special JP                                                               | 1994              | SNK                             | Takara                               | Estados Unidos · União Europeia · Japão          | Ação / Fighting                                      |
| FIFA International Soccer                                                                                  | 1994              | Tiertex Design Studios          | Electronic Arts                      | Estados Unidos · União Europeia · Japão          | Esporte / Futebol                                    |
| FIFA Soccer 96                                                                                             | 1995              | Probe Entertainment Ltd.        | EA Esporte US Black Pearl EU         | Estados Unidos · União Europeia                  | Esporte / Futebol                                    |
| Foreman For Real                                                                                           | 1995              | Probe Entertainment Ltd.        | Acclaim                              | Estados Unidos · Japão                           | Esporte / Boxe                                       |
| Frank Thomas' Big Hurt Baseball                                                                            | 1995              | Realtime Associates             | Acclaim                              | Estados Unidos                                   | Esporte / Baseball                                   |
| Fray: Shuugyouhen                                                                                          | 1991              | Micro Cabin                     | Micro Cabin                          | Japão                                            | Ação / Tiro / Run and Gun                            |
| Fred Couples Golf                                                                                          | 1994              | Sega                            | Sega                                 | Estados Unidos · Japão                           | Esporte / Golfe                                      |
| From TV Animation: Slam Dunk: Shouri heno Starting 5                                                       | 1994              | Sims                            | Bandai                               | Japão                                            | Esporte / Basketball                                 |
| G-LOC: Air Battle                                                                                          | 1990              |                                 |                                      | Estados Unidos · União Europeia · Japão · Brasil | Simulação de veículo / Combate Flight                |
| Galaga 2 Galaga '91 JP                                                                                     | 1991              |                                 |                                      | União Europeia · Japão                           | Ação / Tiro / Shoot 'Em Up / Tela fixa               |
| Gamble Panic                                                                                               | 1995              |                                 |                                      | Japão                                            | Tradicional / Aposta                                 |
| Gambler Jikochuushin Ha                                                                                    | 1992              |                                 |                                      | Japão                                            | Tradicional / Aposta                                 |
| Garfield: Caught in the Act                                                                                | 1995              |                                 |                                      | Estados Unidos · União Europeia · Brasil         | Ação / Plataforma                                    |
| Gear Works                                                                                                 | 1994              |                                 |                                      | Estados Unidos                                   | Ação / Puzzle                                        |
| George Foreman's KO Boxe                                                                                   | 1992              |                                 |                                      | Estados Unidos · União Europeia                  | Esporte / Boxe                                       |
| GG Aleste                                                                                                  | 1991              |                                 |                                      | Japão                                            | Ação / Tiro / Shoot 'Em Up / Vertical Scrolling      |
| GG Portrait: Pai Chan                                                                                      | 1996              |                                 |                                      | Japão                                            |                                                      |
| GG Portrait: Yuuki Akira                                                                                   | 1996              |                                 |                                      | Japão                                            |                                                      |
| Global Gladiators                                                                                          | 1992              |                                 |                                      | União Europeia                                   | Ação / Plataforma                                    |
| Godzilla: Kaijuu no Daishingeki                                                                            | 1995              |                                 |                                      | Japão                                            | Estratégia                                           |
| GP Rider                                                                                                   | 1994              |                                 |                                      | Estados Unidos · União Europeia · Japão          | Simulação de veículo / Corrida / Motocicleta         |
| Greendog: The Beached Surfer Dude!                                                                         | 1993              |                                 |                                      | Estados Unidos · Brasil                          | Ação / Plataforma                                    |
| Griffin | 1991              |                                 |                                      | Japão                                            | Ação / Tiro / Shoot 'Em Up / Vertical Scrolling      |
| Gunstar Heroes                                                                                             | 1995              |                                 |                                      | Japão                                            | Ação / Plataforma / Tiro                             |
| Halley Wars Space Battle BR                                                                                | 1991              |                                 |                                      | Estados Unidos · União Europeia · Japão · Brasil | Ação / Tiro / Shoot 'Em Up / Tela fixa               |
| Head Buster                                                                                                | 1991              |                                 |                                      | Japão                                            | Role-Playing                                         |
| Heavy Weight Champ                                                                                         | 1991              |                                 |                                      | Japão                                            | Esporte / Boxe                                       |
| Home Alone                                                                                                 | 1992              |                                 |                                      | Estados Unidos · União Europeia · Brasil         | Ação / Plataforma                                    |
| Honoo no Doukyuuji: Dodge Danpei                                                                           | 1992              |                                 |                                      | Japão                                            | Esporte / Queimada                                   |
| Hook | 1992              |                                 |                                      | Estados Unidos · União Europeia                  | Ação / Plataforma                                    |
| House of Tarot                                                                                             | 1991              |                                 |                                      | Japão                                            | Tradicional / Sorte                                  |
| Hurricanes                                                                                                 | 1994              |                                 |                                      | União Europeia                                   | Ação / Plataforma                                    |
| Hyokkori Hyoutan Jima: Hyoutan Jima no Daikoukai                                                           | 1992              |                                 |                                      | Japão                                            | Ação / Plataforma                                    |
| Hyper Pro Yakyuu '92                                                                                       | 1992              |                                 |                                      | Japão                                            | Esporte / Baseball                                   |
| Incredible Crash Dummies, The Crash Dummies EU Incredible Crash Dummies: Slick Bouya no Daichousen, The JP | 1992              |                                 |                                      | Estados Unidos · União Europeia · Japão          | Ação / Plataforma                                    |
| Incredible Hulk, The                                                                                       | 1994              |                                 |                                      | Estados Unidos · União Europeia                  | Ação / Plataforma                                    |
| Indiana Jones and the Last Crusade                                                                         | 1992              |                                 |                                      | Estados Unidos · União Europeia · Brasil         | Ação / Plataforma                                    |
| Iron Man and X-O Manowar in Heavy Metal                                                                    | 1996              |                                 |                                      | Estados Unidos                                   | Ação / Beat 'Em Up                                   |
| Itchy and Scratchy Game, The                                                                               | 1995              |                                 |                                      | Estados Unidos · União Europeia · Austrália      | Ação / Plataforma                                    |
| J.League GG Pro Striker '94                                                                                | 1994              |                                 |                                      | Japão                                            | Esporte / Futebol                                    |
| J.League Soccer: Dream Eleven                                                                              | 1995              |                                 |                                      | Japão                                            | Esporte / Futebol                                    |
| James Bond 007: The Duel                                                                                   | 1993              |                                 |                                      | União Europeia                                   | Ação                                                 |
| James Pond II: Codename: Robocod James Pond 2: Codename: Robocod EU                                        | 1993              |                                 |                                      | Estados Unidos · União Europeia                  | Ação / Plataforma                                    |
| James Pond 3: Operation Starfish                                                                           | 1994              |                                 |                                      | União Europeia                                   | Ação / Plataforma                                    |
| Jeopardy!                                                                                                  | 1993              |                                 |                                      | Estados Unidos                                   | Tradicional / Game Show                              |
| Jeopardy!: Esporte Edition                                                                                 | 1994              |                                 |                                      | Estados Unidos                                   | Tradicional / Game Show                              |
| Joe Montana Football                                                                                       | 1991              |                                 |                                      | Estados Unidos · União Europeia · Japão · Brasil | Esporte / Futebol                                    |
| Journey from Darkness: Strider Returns                                                                     | 1992              |                                 |                                      | Estados Unidos · União Europeia                  | Ação / Plataforma                                    |
| Judge Dredd                                                                                                | 1995              |                                 |                                      | Estados Unidos · União Europeia                  | Ação / Plataforma                                    |
| Junction                                                                                                   | 1991              |                                 |                                      | Estados Unidos · Japão                           | Ação / Labirinto                                     |
| Jungle Strike                                                                                              | 1995              |                                 |                                      | Estados Unidos                                   | Ação / Tiro / Shoot 'Em Up / Multi-direcional        |
| Jurassic Park                                                                                              | 1993              |                                 |                                      | Estados Unidos · União Europeia · Japão · Brasil | Ação / Plataforma                                    |
| Kaitou Saint Tail                                                                                          | 1996              |                                 |                                      | Japão                                            | Party Games                                          |
| Kawasaki Superbikes                                                                                        | 1995              |                                 |                                      | Estados Unidos · União Europeia                  | Simulação de veículo / Corrida / Motocicletas        |
| Kenyuu Densetsu Yaiba                                                                                      | 1994              |                                 |                                      | Japão                                            | Ação                                                 |
| Kinetic Connection                                                                                         | 1991              |                                 |                                      | Japão                                            | Ação / Puzzle                                        |
| Kishin Douji Zenki                                                                                         | 1995              |                                 |                                      | Japão                                            | Ação                                                 |
| Klax | 1992              |                                 |                                      | Estados Unidos · União Europeia                  | Ação / Puzzle                                        |
| Krusty's Fun House                                                                                         | 1992              |                                 |                                      | Estados Unidos · União Europeia                  | Aventura / Puzzle                                    |
| Kuni-Chan no Game Tengoku                                                                                  | 1991              |                                 |                                      | Japão                                            | Ação / Multi-gênero                                  |
| Kuni-Chan no Game Tengoku Part 2                                                                           | 1992              |                                 |                                      | Japão                                            | Ação / Multi-gênero                                  |
| Land of Illusion starring Mickey Mouse Mickey Mouse no Mahou no Crystal JP                                 | 1993              |                                 |                                      | Estados Unidos · União Europeia · Japão · Brasil | Ação / Plataforma                                    |
| Last Action Hero                                                                                           | 1992              |                                 |                                      | Estados Unidos                                   | Ação / Beat 'Em Up                                   |
| Legend of Illusion Starring Mickey Mouse Mickey Mouse: Densetsu no Oukoku JP                               | 1994              |                                 |                                      | Estados Unidos · União Europeia · Japão          | Ação / Plataforma                                    |
| Lemmings                                                                                                   | 1992              |                                 |                                      | Estados Unidos · União Europeia · Japão · Brasil | Aventura / Puzzle                                    |
| Lion King, The                                                                                             | 1994              |                                 |                                      | Estados Unidos · União Europeia · Japão · Brasil | Ação / Plataforma                                    |
| Lost World, The: Jurassic Park                                                                             | 1997              |                                 |                                      | Estados Unidos                                   | Ação                                                 |
| Lucky Dime Caper Starring Donald Duck, The Donald Duck no Lucky Dime JP                                    | 1991              |                                 |                                      | Estados Unidos · União Europeia · Japão · Brasil | Ação / Plataforma                                    |
| Lunar: Samposuru Gakuen                                                                                    | 1996              |                                 |                                      | Japão                                            | Role-Playing                                         |
| Madden NFL '95                                                                                             | 1995              |                                 |                                      | Estados Unidos                                   | Esporte / Futebol                                    |
| Madden 96                                                                                                  | 1995              |                                 |                                      | Estados Unidos · União Europeia                  | Esporte / Futebol                                    |
| Madou Monogatari I: 3-tsu no Madouryoku                                                                    | 1993              | Compile                         | Sega                                 | Japão                                            | Role-Playing                                         |
| Madou Monogatari II: Arles 16-Sai                                                                          | 1994              | Compile                         | Sega                                 | Japão                                            | Role-Playing                                         |
| Madou Monogatari III: Kyuukyoku Joou-Sama                                                                  | 1994              | Compile                         | Sega                                 | Japão                                            | Role-Playing                                         |
| Madou Monogatari A: Dokidoki Vacation                                                                      | 1995              | Compile                         | Compile                              | Japão                                            | Role-Playing                                         |
| Magic Knight Rayearth                                                                                      | 1994              |                                 |                                      | Japão                                            | Role-Playing                                         |
| Magic Knight Rayearth 2: Making of Magic Knight                                                            | 1994              |                                 |                                      | Japão                                            | Role-Playing                                         |
| Magical Puzzle Popils Popils: The Blockbusting Challenge EU                                                | 1991              | Tengen                          | Tengen                               | Estados Unidos · União Europeia · Japão          | Ação / Puzzle                                        |
| Magical Tarurūto-kun                                                                                       | 1991              |                                 |                                      | Japão                                            | Ação / Plataforma                                    |
| Majors Pro Baseball, The                                                                                   | 1992              |                                 |                                      | Estados Unidos                                   | Esporte / Baseball                                   |
| Mappy | 1991              |                                 |                                      | Japão                                            | Ação / Plataforma                                    |
| Marble Madness                                                                                             | 1992              |                                 |                                      | Estados Unidos · União Europeia                  | Ação / Labirinto                                     |
| Marko's Magic Football                                                                                     | 1993              |                                 |                                      | União Europeia                                   | Ação / Plataforma                                    |
| McDonald's: Ronald in The Magical World                                                                    | 1994              |                                 |                                      | Japão                                            | Ação / Plataforma                                    |
| Mega Man                                                                                                   | 1995              |                                 |                                      | Estados Unidos                                   | Ação / Plataforma / Run and Gun                      |
| Megami Tensei Gaiden: Last Bible                                                                           | 1994              |                                 |                                      | Japão                                            | Role-Playing                                         |
| Megami Tensei Gaiden: Last Bible S                                                                         | 1995              |                                 |                                      | Japão                                            | Role-Playing                                         |
| Mickey's Ultimate Challenge                                                                                | 1994              |                                 |                                      | Estados Unidos                                   | Aventura Puzzle                                      |
| Micro Machines                                                                                             | 1993              |                                 |                                      | Estados Unidos · União Europeia                  | Simulação de veículo / Corrida / R/C Corrida         |
| Micro Machines 2: Turbo Tournament                                                                         | 1995              |                                 |                                      | União Europeia                                   | Simulação de veículo / Corrida / R/C Corrida         |
| Mighty Morphin Power Rangers                                                                               | 1994              |                                 |                                      | Estados Unidos · União Europeia                  | Ação / Beat 'Em Up                                   |
| Mighty Morphin Power Rangers: The Movie                                                                    | 1995              |                                 |                                      | Estados Unidos · União Europeia · Brasil         | Ação / Beat 'Em Up                                   |
| MLBPA Baseball                                                                                             | 1995              |                                 |                                      | Estados Unidos                                   | Esporte / Baseball                                   |
| Moldorian: Hikari to Yami no Kyoudai                                                                       | 1994              | Rit's                           | Sega                                 | Japão                                            | Role-Playing                                         |
| Monster Truck Wars                                                                                         | 1994              |                                 |                                      | Estados Unidos · União Europeia                  | Simulação de veículo / Corrida / Monster Trucks      |
| Mortal Kombat                                                                                              | 1992              |                                 |                                      | Estados Unidos · União Europeia · Japão          | Ação / Fighting                                      |
| Mortal Kombat II Mortal Kombat II: Kyuukyoku Shinken JP                                                    | 1994              |                                 |                                      | Estados Unidos · União Europeia · Japão          | Ação / Fighting                                      |
| Mortal Kombat 3                                                                                            | 1995              |                                 |                                      | União Europeia                                   | Ação / Fighting                                      |
| Ms. Pac-Man                                                                                                | 1995              |                                 |                                      | Estados Unidos                                   | Ação / Labirinto                                     |
| Nazo Puyo                                                                                                  | 1993              | Compile/Sega                    | Sega                                 | Japão                                            | Puzzle                                               |
| Nazo Puyo 2                                                                                                | 1993              | Compile/Sega                    | Sega                                 | Japão                                            | Puzzle                                               |
| Nazo Puyo: Aruru no Ru                                                                                     | 1994              | Compile                         | Sega                                 | Japão                                            | Puzzle                                               |
| NBA Action starring David Robinson                                                                         | 1994              |                                 |                                      | Estados Unidos · Brasil                          | Esporte / Basketball                                 |
| NBA Jam | 1993              |                                 |                                      | ,,                                               | Esporte / Basketball                                 |
| NBA Jam Tournament Edition                                                                                 | 1994              |                                 |                                      | Estados Unidos · União Europeia · Japão          | Esporte / Basketball                                 |
| NFL '95 | 1994              |                                 |                                      | Estados Unidos                                   | Ação / Futebol                                       |
| NFL Quarterback Club NFL Quarterback Club '95 JP                                                           | 1994              |                                 |                                      | Estados Unidos · União Europeia · Japão          | Ação / Futebol                                       |
| NFL Quarterback Club 96                                                                                    | 1995              |                                 |                                      | Estados Unidos                                   | Ação / Futebol                                       |
| NHL All-Star Hockey                                                                                        | 1995              |                                 |                                      | Estados Unidos                                   | Ação / Hockey                                        |
| NHL Hockey                                                                                                 | 1995              |                                 |                                      | Estados Unidos · União Europeia                  | Ação / Hockey                                        |
| Ninja Gaiden                                                                                               | 1991              |                                 |                                      | Estados Unidos · União Europeia · Japão · Brasil | Ação / Beat 'Em Up                                   |
| Ninku | 1995              |                                 |                                      | Japão                                            |                                                      |
| Ninku 2: Tenkuryu-e no Michi                                                                               | 1995              |                                 |                                      | Japão                                            |                                                      |
| Ninku Gaiden: Heroyuki Daikatsugeki                                                                        | 1995              |                                 |                                      | Japão                                            |                                                      |
| Olympic Gold: Barcelona '92                                                                                | 1992              |                                 |                                      | Estados Unidos · União Europeia · Japão · Brasil | Esporte / Olimpíadas                                 |
| Ottifants, The                                                                                             | 1992              |                                 |                                      | União Europeia                                   | Ação / Plataforma                                    |
| Out Run | 1991              |                                 |                                      | União Europeia · Japão · Brasil                  | Simulação de veículo / Corrida / Esporte Car         |
| Out Run Europa                                                                                             | 1992              |                                 |                                      | Estados Unidos · União Europeia · Brasil         | Simulação de veículo / Corrida / Esporte Car         |
| Pac Attack                                                                                                 | 1994              | Namco                           | Namco                                | Estados Unidos                                   | Ação / Puzzle                                        |
| Pac-Man | 1991              | Namco                           | Namco                                | Estados Unidos · Japão                           | Ação / Labirinto                                     |
| Panzer Dragoon Mini                                                                                        | 1996              | Sega                            | Sega                                 | Japão                                            | Ação / Tiro / Shoot 'Em Up                           |
| Paperboy                                                                                                   | 1991              | Atari                           | Tengen                               | Estados Unidos · União Europeia                  | Simulação de veículo / Driving / Baseados em missões |
| Paperboy 2                                                                                                 | 1992              | Manley and Associates, Inc.     | Tengen                               | Estados Unidos                                   | Simulação de veículo / Driving / Baseados em missões |
| Pengo | 1990              | Sega                            | Sega                                 | União Europeia · Japão                           | Ação / Labirinto                                     |
| Pet Club: Inu Daisuki!                                                                                     | 1996              | Sega                            | Sega                                 | Japão                                            | Estratégia / Breeding & Constructing                 |
| Pet Club: Neko Daisuki!                                                                                    | 1996              | Sega                            | Sega                                 | Japão                                            | Estratégia / Breeding & Constructing                 |
| Pete Sampras Tênis                                                                                         | 1994              | Codemasters                     | Codemasters                          | Estados Unidos · União Europeia                  | Esporte / Tênis                                      |
| PGA Tour Golf                                                                                              | 1991              | Tengen                          | Tengen                               | Estados Unidos · União Europeia                  | Esporte / Golfe                                      |
| PGA Tour Golf II                                                                                           | 1992              | Polygames                       | Time Warner Interactive              | Estados Unidos · União Europeia                  | Esporte / Golfe                                      |
| PGA Tour 96                                                                                                | 1996              | Ceris Software                  | Black Pearl                          | Estados Unidos · União Europeia                  | Esporte / Golfe                                      |
| Phantasy Star Adventure                                                                                    | 1992              | Sega                            | Sega                                 | Japão                                            | Aventura                                             |
| Phantasy Star Gaiden                                                                                       | 1992              | Sega                            | Sega                                 | Japão                                            | Role-Playing / Console-Style                         |
| Phantom 2040                                                                                               | 1995              | Unexpected Development          | Viacom New Media                     | Estados Unidos · União Europeia                  | Ação / Plataforma / Fixed-Screen                     |
| Pinball Dreams                                                                                             | 1993              | Spidersoft                      | GameTek                              | Estados Unidos                                   | Ação / Pinball                                       |
| Pocket Jansou                                                                                              | 1992              | Namco                           | Namco                                | Japão                                            | Tradicional / Tabuleiro                              |
| Poker Face Paul's Blackjack                                                                                | 1994              | Spidersoft                      | Adrenalin Interactive                | Estados Unidos                                   | Tradicional / Aposta                                 |
| Poker Face Paul's Gin                                                                                      | 1994              | Adrenalin Interactive           | Sega                                 | Estados Unidos                                   | Tradicional / Aposta                                 |
| Poker Face Paul's Poker                                                                                    | 1994              | Adrenalin Interactive           | Sega                                 | Estados Unidos                                   | Tradicional / Aposta                                 |
| Poker Face Paul's Solitaire                                                                                | 1994              | Spidersoft                      | Sega                                 | Estados Unidos                                   | Tradicional / Aposta                                 |
| Pop Breaker                                                                                                | 1991              | Micro Cabin                     | Micro Cabin                          | Japão                                            | Ação / Tiro / Shoot 'Em Up                           |
| Popeye no Beach Volleyball                                                                                 | 1994              | Technos Japan                   | Technos Japan                        | Japão                                            | Esporte / Volleyball                                 |
| Power Drive                                                                                                | 1994              |                                 | U.S. Gold                            | União Europeia                                   | Ação                                                 |
| Power Strike II GG Aleste II JP                                                                            | 1993              | Compile                         | Sega                                 | União Europeia · Japão · Brasil                  | Ação / Tiro / Shoot 'Em Up                           |
| Predator 2                                                                                                 | 1992              | Teeny Weeny Games               | Arena                                | Estados Unidos · União Europeia                  | Ação / Tiro / Shoot 'Em Up / Isometric               |
| Primal Rage                                                                                                | 1994              | Probe Entertainment Ltd.        | Time Warner Interactive              | Estados Unidos · União Europeia                  | Ação / Fighting                                      |
| Prince of Persia                                                                                           | 1992              | Broderbund                      | Tengen Domark EU                     | Estados Unidos · União Europeia                  | Ação / Plataforma                                    |
| Pro Yakyuu '91, The                                                                                        | 1991              |                                 | Sega                                 | Japão                                            | Esporte / Baseball                                   |
| Pro Yakyuu GG League                                                                                       | 1993              | Sega                            | Sega                                 | Japão                                            | Esporte / Baseball                                   |
| Pro Yakyuu GG League '94                                                                                   | 1994              | Sega                            | Sega                                 | Japão                                            | Esporte / Baseball                                   |
| Psychic World                                                                                              | 1991              | Hertz                           | Sega                                 | Estados Unidos · União Europeia · Japão · Brasil | Ação / Plataforma                                    |
| Putt & Putter Minigolf BR                                                                                  | 1991              | Sega                            | Sega                                 | Estados Unidos · União Europeia · Japão · Brasil | Esporte / Golfe em miniatura                         |
| Puyo Puyo                                                                                                  | 1993              | Compile                         | Sega                                 | Japão                                            | Ação / Puzzle                                        |
| Puyo Puyo 2                                                                                                | 1994              | Compile                         | Compile                              | Japão                                            | Ação / Puzzle                                        |
| Puzzle & Action: Ichidant-R GG                                                                             | 1994              | Sega                            | Sega                                 | Japão                                            | Puzzle                                               |
| Puzzle & Action: Tanto-R                                                                                   | 1994              | Sega / CRI                      | Sega                                 | Japão                                            | Puzzle                                               |
| Quest for the Shaven Yak starring Ren and Stimpy                                                           | 1994              | Realtime Associates             | Sega                                 | Estados Unidos · União Europeia                  | Ação / Plataforma                                    |
| Quiz Gear Fight!!, The                                                                                     | 1995              | Minato Giken                    | Sega                                 | Japão                                            | Tradicional / Game Show                              |
| Rastan Saga                                                                                                | 1991              |                                 |                                      | Japão                                            | Ação / Beat 'Em Up                                   |
| RBI Baseball '94                                                                                           | 1994              |                                 |                                      | Estados Unidos                                   | Esporte / Baseball                                   |
| R.C. Grand Prix                                                                                            | 1992              |                                 |                                      | Estados Unidos                                   | Simulação de veículo / Corrida / R/C Corrida         |
| Riddick Bowe Boxe                                                                                          | 1993              |                                 |                                      | Estados Unidos · Japão                           | Esporte / Boxe                                       |
| Rise of the Robots                                                                                         | 1994              |                                 |                                      | Estados Unidos · União Europeia                  | Ação / Fighting                                      |
| Ristar Ristar: The Shooting Star JP                                                                        | 1995              |                                 |                                      | Estados Unidos · União Europeia · Japão          | Ação / Plataforma                                    |
| Road Rash                                                                                                  | 1993              |                                 |                                      | Estados Unidos · União Europeia                  | Simulação de veículo / Corrida / Combate             |
| Robocop 3                                                                                                  | 1993              |                                 |                                      | Estados Unidos · União Europeia · Japão          | Ação / Beat 'Em Up                                   |
| RoboCop versus The Terminator                                                                              | 1993              |                                 |                                      | Estados Unidos · União Europeia                  | Ação / Slatform / Tiro                               |
| Royal Stone: Hirakareshi Toki no Tobira                                                                    | 1995              |                                 |                                      | Japão                                            | Role-Playing                                         |
| S.S. Lucifer: Man Overboard!                                                                               | 1993              |                                 |                                      | AU                                               | Ação / Plataforma                                    |
| Samurai Shodown Samurai Spirits JP                                                                         | 1994              |                                 |                                      | Estados Unidos · Japão                           | Ação / Fighting                                      |
| Schtroumpfs, Les                                                                                           | 1994              | Bit Managers                    | Infogrames                           | União Europeia                                   | Ação / Plataforma                                    |
| Schtroumpfs, Les: Autour du Monde                                                                          | 1996              | Infogrames                      | Infogrames                           | União Europeia                                   | Ação / Plataforma                                    |
| Scratch Golf                                                                                               | 1994              |                                 |                                      | Estados Unidos · Japão                           | Esporte / Golfe                                      |
| SD Gundam: Winner's History                                                                                | 1995              |                                 |                                      | Japão                                            | Estratégia                                           |
| Sega Game Pack 4 in 1                                                                                      | 1992              |                                 |                                      | União Europeia                                   | Multi-genre Compilation                              |
| Sensible Soccer                                                                                            | 1994              |                                 |                                      | União Europeia                                   | Esporte / Futebol                                    |
| Shanghai II                                                                                                | 1990              |                                 |                                      | Japão                                            | Tradicional / Board / Tile                           |
| Shaq Fu | 1995              |                                 |                                      | Estados Unidos                                   | Ação / Fighting                                      |
| Shikinjou                                                                                                  | 1991              |                                 |                                      | Japão                                            | Tradicional / Board / Tile Game                      |
| Shining Force Gaiden - Ensei, Jashin no Kuni e                                                             | 1992              |                                 |                                      | Japão                                            | Role-Playing / Tactical                              |
| Shining Force II: The Sword of Hajya Shining Force Gaiden II: Jashin no Mesame JP                          | 1994              |                                 |                                      | Estados Unidos · Japão                           | Role-Playing / Tactical                              |
| Shining Force Gaiden: Final Conflict                                                                       | 1995              |                                 |                                      | Japão                                            | Role-Playing / Tactical                              |
| Shinobi The GG Shinobi JP                                                                                  | 1991              |                                 |                                      | Estados Unidos · União Europeia · Japão · Brasil | Ação / Beat 'Em Up                                   |
| Shinobi II: The Silent Fury The GG Shinobi II: The Silent Fury JP                                          | 1992              |                                 |                                      | Estados Unidos · União Europeia · Japão · Brasil | Ação / Beat 'Em Up                                   |
| Side Pocket                                                                                                | 1994              |                                 |                                      | Estados Unidos                                   | Esporte / Billiards                                  |
| Simpsons, The: Bartman Meets Radioactive Man                                                               | 1992              |                                 |                                      | Estados Unidos                                   | Ação / Plataforma                                    |
| Simpsons, The: Bart vs. the Space Mutants                                                                  | 1992              |                                 |                                      | Estados Unidos · União Europeia                  | Ação-aventura                                        |
| Simpsons, The: Bart vs. the World                                                                          | 1993              |                                 |                                      | Estados Unidos · União Europeia · Japão · Brasil | Ação / Multi-gênero                                  |
| Slider Skweek JP                                                                                           | 1991              |                                 |                                      | Estados Unidos · União Europeia · Japão          | Ação / Puzzle                                        |
| Solitaire Funpak                                                                                           | 1994              |                                 |                                      | Estados Unidos                                   | Tradicional / Cartas                                 |
| Solitaire Poker Ryuu Kyuu JP                                                                               | 1991              |                                 |                                      | Estados Unidos · União Europeia · Japão          | Traditinoal / Cartas                                 |
| Sonic Blast G Sonic JP                                                                                     | 1996              |                                 |                                      | Estados Unidos · União Europeia · Japão          | Ação / Plataforma                                    |
| Sonic Chaos Sonic & Tails JP                                                                               | 1993              |                                 |                                      | Estados Unidos · União Europeia · Japão · Brasil | Ação / Plataforma                                    |
| Sonic Drift                                                                                                | 1994              |                                 |                                      | Japão                                            | Ação / Corrida / Go-Kart                             |
| Sonic Drift 2 Sonic Drift Corrida EU                                                                       | 1995              |                                 |                                      | Estados Unidos · União Europeia · Japão          | Ação / Corrida / Go-Kart                             |
| Sonic Labyrinth                                                                                            | 1995              |                                 |                                      | Estados Unidos · União Europeia · Japão          | Ação / Labirinto                                     |
| Sonic Spinball                                                                                             | 1993              |                                 |                                      | Estados Unidos · União Europeia                  | Ação / Pinball                                       |
| Sonic The Hedgehog                                                                                         | 1991              |                                 |                                      | Estados Unidos · União Europeia · Japão · Brasil | Ação / Plataforma                                    |
| Sonic The Hedgehog 2                                                                                       | 1992              |                                 |                                      | Estados Unidos · União Europeia · Japão · Brasil | Ação / Plataforma                                    |
| Sonic Triple Trouble Sonic & Tails 2 JP                                                                    | 1994              |                                 |                                      | Estados Unidos · União Europeia · Japão          | Ação / Plataforma                                    |
| Soukoban                                                                                                   | 1990              |                                 |                                      | Japão                                            | Ação / Puzzle                                        |
| Space Harrier                                                                                              | 1991              |                                 |                                      | Estados Unidos · União Europeia · Japão · Brasil | Ação / Tiro                                          |
| Spider-Man                                                                                                 | 1992              |                                 |                                      | Estados Unidos · União Europeia                  | Ação / Plataforma                                    |
| Spider-Man: Return of the Sinister Six                                                                     | 1993              |                                 |                                      | Estados Unidos · União Europeia                  | Ação / Plataforma                                    |
| Spider-Man and the X-Men: Arcade's Revenge                                                                 | 1992              |                                 |                                      | Estados Unidos                                   | Ação / Plataforma                                    |
| Sports Illustrated Championship Football & Baseball                                                        | 1995              |                                 |                                      | Estados Unidos                                   | Esporte / Multi-esporte                              |
| Sports Trivia: Championship Edition                                                                        | 1995              |                                 |                                      | Estados Unidos                                   | Tradicional / Trivia                                 |
| Stargate                                                                                                   | 1994              |                                 |                                      | Estados Unidos · União Europeia · Japão          | Ação / Puzzle                                        |
| Star Trek: The Next Generation: The Advanced Holodeck Tutorial                                             | 1994              |                                 |                                      | Estados Unidos                                   | Simulação de veículo / Espaço                        |
| Star Trek Generations: Beyond the Nexus                                                                    | 1994              |                                 |                                      | Estados Unidos                                   | Ação-aventura                                        |
| Star Wars                                                                                                  | 1993              |                                 |                                      | Estados Unidos · União Europeia                  | Ação / Multi-gênero                                  |
| Star Wars: Super Return of the Jedi                                                                        | 1995              |                                 |                                      | Estados Unidos · União Europeia                  | Ação / Multi-gênero                                  |
| Streets of Rage Bare Knuckle: Ikari no Tekken JP                                                           | 1992              |                                 |                                      | Estados Unidos · União Europeia · Japão · Brasil | Ação / Beat 'Em Up                                   |
| Streets of Rage 2 Bare Knuckle II: Shitou e no Chingonka JP                                                | 1993              |                                 |                                      | Estados Unidos · União Europeia · Japão · Brasil | Ação / Beat 'Em Up                                   |
| Striker | 1995              |                                 |                                      | União Europeia                                   | Esporte / Futebol                                    |
| Super Battletank                                                                                           | 1992              |                                 |                                      | Estados Unidos                                   | Simulação de veículo / Combate                       |
| Super Columns                                                                                              | 1995              |                                 |                                      | Estados Unidos · União Europeia · Japão          | Ação / Puzzle                                        |
| Super Golf                                                                                                 | 1991              |                                 |                                      | Estados Unidos · Japão                           | Esporte / Golfe                                      |
| Super Kick-Off                                                                                             | 1991              |                                 |                                      | União Europeia                                   | Esporte / Futebol                                    |
| Super Momotarou Dentetsu III                                                                               | 1995              |                                 |                                      | Japão                                            |                                                      |
| Super Monaco GP                                                                                            | 1990              |                                 |                                      | Estados Unidos · União Europeia · Japão · Brasil | Simulação de veículo / Corrida / Formula 1           |
| Super Monaco GP II, Ayrton Senna's                                                                         | 1992              | Sega                            | Sega                                 | Estados Unidos · União Europeia · Japão · Brasil | Simulação de veículo / Corrida / Formula 1           |
| Super Off Road                                                                                             | 1992              |                                 |                                      | Estados Unidos · União Europeia                  | Simulação de veículo / Corrida / Off-Road            |
| Super Smash TV                                                                                             | 1992              |                                 |                                      | Estados Unidos · União Europeia · Japão          | Ação / Tiro / Tela fixa                              |
| Super Space Invaders                                                                                       | 1992              |                                 |                                      | Estados Unidos · União Europeia                  | Ação / Tiro / Tela fixa                              |
| Superman: The Man of Steel                                                                                 | 1993              |                                 |                                      | União Europeia                                   |                                                      |
| Surf Ninjas                                                                                                | 1993              |                                 |                                      | Estados Unidos                                   | Ação / Beat 'Em Up                                   |
| Sylvan Tale                                                                                                | 1995              |                                 |                                      | Japão                                            | Ação / Aventura                                      |
| T2: The Arcade Game                                                                                        | 1993              |                                 |                                      | Estados Unidos · União Europeia · Japão          | Ação / Beat 'Em Up                                   |
| Tails Adventure                                                                                            | 1995              |                                 |                                      | Estados Unidos · União Europeia · Japão          | Ação / Plataforma                                    |
| Tails' Skypatrol                                                                                           | 1995              |                                 |                                      | Japão                                            | Ação / Plataforma                                    |
| Taisen Mahjong HaoPai                                                                                      | 1990              |                                 |                                      | Japão                                            | Tradicional / Board / Tile Games                     |
| Taisen Mahjong HaoPai 2                                                                                    | 1993              |                                 |                                      | Japão                                            | Tradicional / Board / Tile Games                     |
| Taisen-gata: Daisenryaku G                                                                                 | 1991              | SystemSoft                      | SystemSoft                           | Japão                                            | Estratégia / Breeding & Constructing                 |
| TaleSpin                                                                                                   | 1993              |                                 |                                      | Estados Unidos · União Europeia · Brasil         | Ação / Plataforma                                    |
| Tama & Friends Sanchoume Kouen: Tamalympic                                                                 | 1995              |                                 |                                      | Japão                                            | Ação / Multi-gênero                                  |
| Tarzan: Lord of the Jungle                                                                                 | 1994              |                                 |                                      | União Europeia                                   |                                                      |
| Tatakae! Pro Yakyuu Twin League                                                                            | 1995              |                                 |                                      | Japão                                            |                                                      |
| Taz-Mania - The Search for the Lost Seabirds                                                               | 1992              |                                 |                                      | Estados Unidos · União Europeia · Brasil         | Ação / Plataforma                                    |
| Taz: Escape from Mars                                                                                      | 1994              |                                 |                                      | Estados Unidos · União Europeia · Brasil         | Ação / Plataforma                                    |
| Tempo Jr.                                                                                                  | 1995              |                                 |                                      | Estados Unidos · União Europeia · Japão          | Ação / Puzzle                                        |
| Tengen World Cup Soccer Kick & Rush JP                                                                     | 1993              |                                 |                                      | Estados Unidos · União Europeia · Japão          | Esporte / Futebol                                    |
| Terminator, The                                                                                            | 1992              |                                 |                                      | Estados Unidos · União Europeia                  | Ação / Plataforma / Tiro                             |
| Terminator 2: Judgment Day                                                                                 | 1993              |                                 |                                      | Estados Unidos · União Europeia · Japão          | Ação / Beat 'Em Up                                   |
| Tesserae                                                                                                   | 1993              |                                 |                                      | Estados Unidos                                   | Ação / Puzzle                                        |
| Tintin au Tibet                                                                                            | 1996              |                                 |                                      | União Europeia                                   | Aventura                                             |
| Tom and Jerry: The Movie                                                                                   | 1993              |                                 |                                      | Estados Unidos · União Europeia · Japão · Brasil | Ação / Plataforma                                    |
| Torareta Tamaruka                                                                                          | 1994              |                                 |                                      | Japão                                            |                                                      |
| True Lies                                                                                                  | 1995              |                                 |                                      | Estados Unidos · União Europeia · Japão          | Ação / Tiro / Multi-direcional                       |
| Ultimate Soccer                                                                                            | 1993              |                                 |                                      | União Europeia · Japão · Brasil                  | Ação / Futebol                                       |
| Urban Strike                                                                                               | 1995              |                                 |                                      | Estados Unidos                                   | Ação / Tiro / Multi-direcional                       |
| Vampire: Master of Darkness Master of Darkness EU In the Wake of Vampire JP                                | 1992              |                                 |                                      | Estados Unidos · União Europeia · Japão · Brasil | Ação / Plataforma                                    |
| Virtua Fighter Animation Virtua Fighter Mini JP                                                            | 1996              |                                 |                                      | Estados Unidos · União Europeia · Japão          | Ação / Corrida                                       |
| VR Troopers                                                                                                | 1995              |                                 |                                      | Estados Unidos · União Europeia                  | Ação / Beat 'Em Up                                   |
| Wagyan Land                                                                                                | 1991              |                                 |                                      | Japão                                            | Ação / Plataforma                                    |
| Wheel of Fortune                                                                                           | 1992              |                                 |                                      | Estados Unidos                                   | Tradicional / Game Show                              |
| Wimbledon                                                                                                  | 1992              |                                 |                                      | Estados Unidos · União Europeia · Japão          | Esporte / Tênis                                      |
| Winter Olimpíadas: Lillehammer 94                                                                          | 1993              |                                 |                                      | Estados Unidos · União Europeia · Japão          | Esporte / Olimpíadas                                 |
| Wizard Pinball                                                                                             | 1995              |                                 |                                      | União Europeia                                   |                                                      |
| Wolfchild                                                                                                  | 1993              |                                 |                                      | União Europeia                                   | Ação / Beat 'Em Up                                   |
| Wonder Boy Revenge of Drancon EUA                                                                          | 1990              |                                 |                                      | Estados Unidos · União Europeia · Japão · Brasil | Ação / Plataforma                                    |
| Wonder Boy: The Dragon's Trap Monster World II - Dragon no Wana JP                                         | 1992              |                                 |                                      | União Europeia · Japão                           | Ação / Plataforma                                    |
| Woody Pop                                                                                                  | 1991              |                                 |                                      | Estados Unidos · União Europeia · Japão · Brasil | Ação / Ball and Paddle                               |
| World Class Leader Board                                                                                   | 1991              |                                 |                                      | Estados Unidos · União Europeia                  | Esporte / Golfe                                      |
| World Cup USA '94                                                                                          | 1993              |                                 |                                      | Estados Unidos · União Europeia · Brasil         | Ação / Futebol                                       |
| World Derby                                                                                                | 1994              |                                 |                                      | Japão                                            |                                                      |
| World Series Baseball                                                                                      | 1993              |                                 |                                      | Estados Unidos                                   | Esporte / Baseball                                   |
| World Series Baseball '95 Nomo Hideo no World Series Baseball JP                                           | 1994              |                                 |                                      | Estados Unidos · Japão                           | Esporte / Baseball                                   |
| WWF RAW | 1994              |                                 |                                      | Estados Unidos · União Europeia                  | Esporte / Luta                                       |
| WWF WrestleMania: Steel Cage Challenge                                                                     | 1993              |                                 |                                      | Estados Unidos · União Europeia                  | Esporte / Luta                                       |
| X-Men | 1994              |                                 |                                      | Estados Unidos                                   | Ação / Plataforma                                    |
| X-Men: Game Master's Legacy                                                                                | 1994              |                                 |                                      | Estados Unidos · União Europeia                  | Ação / Beat 'Em Up                                   |
| X-Men: Mojo World                                                                                          | 1996              |                                 |                                      | Estados Unidos                                   | Ação / Beat 'Em Up                                   |
| YuYu Hakusho: Horobishi Mono no Gyakushuu                                                                  | 1994              |                                 |                                      | Japão                                            | Ação                                                 |
| YuYu Hakusho II: Gekitou! Nanakyou no Tatakai                                                              | 1994              |                                 |                                      | Japão                                            | Ação                                                 |
| Zan Gear                                                                                                   | 1990              |                                 |                                      | Japão                                            | Estratégia por turnos                                |
| Zool: Ninja of the "Nth" Dimension Zool no Yume Bouken JP                                                  | 1993              |                                 |                                      | Estados Unidos · União Europeia · Japão          | Ação / Plataforma                                    |
| Zoop | 1995              |                                 |                                      | Estados Unidos                                   | Ação / Puzzle                                        |